# Краснодарское кольцо (Сочи)

Краснодарское кольцо в 2005-2012 годах

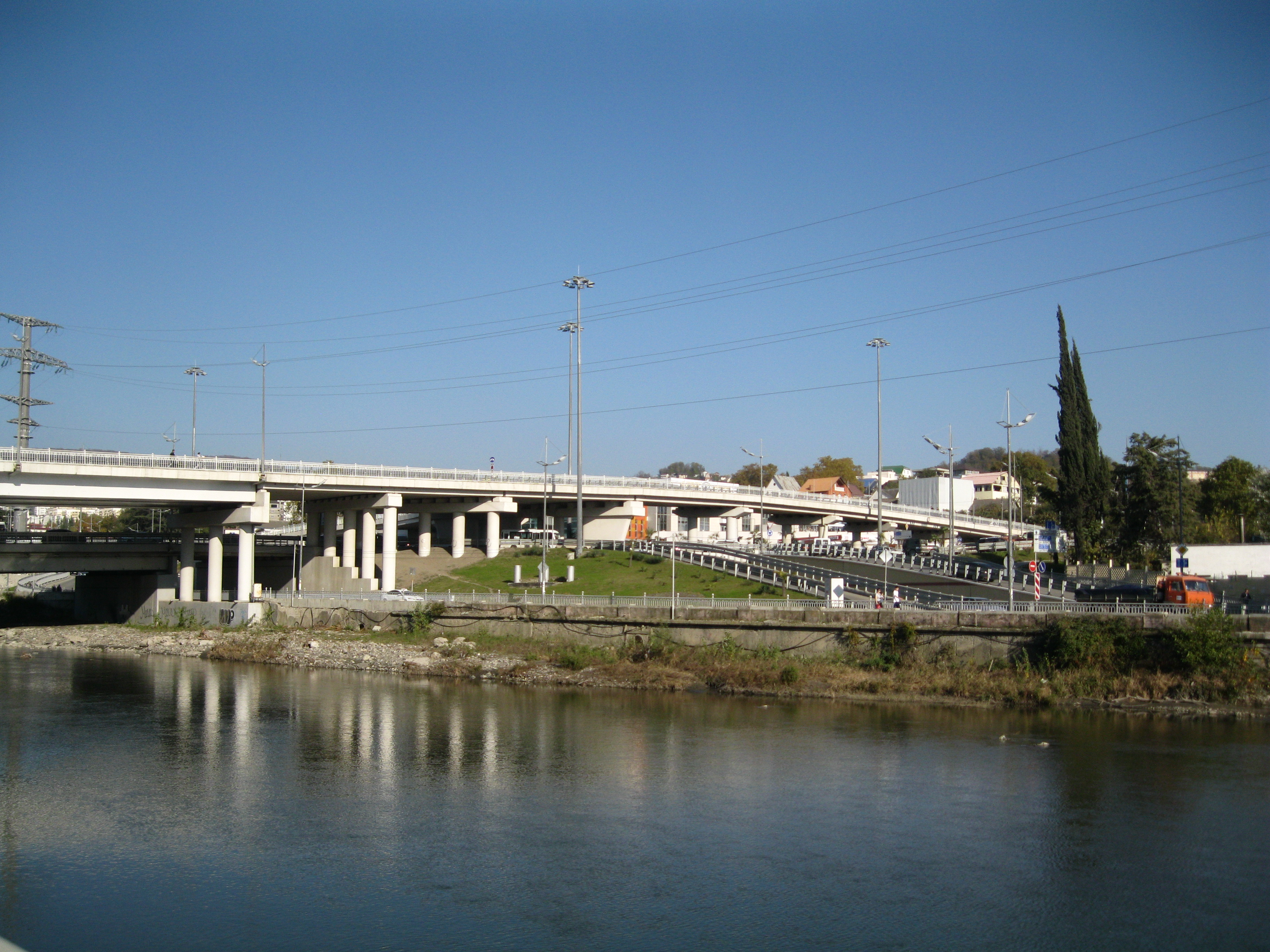
Вид на Краснодарское кольцо с запада

Краснода́рское кольцо́ — кольцевая транспортная развязка в Центральном районе города Сочи, Краснодарский край, Россия.

## Расположение
Расположено на набережной левого берега реки Сочи в 3 км от её впадения в Чёрное море. Является связующим звеном транспортных магистралей, соединяющих несколько крупных микрорайонов города и транзита через город (Джубга-Сухум), минуя Центральную часть. Соединяет микрорайоны Донская, Гагарина, Заречный, Труда, Больничный Городок и Центральный. Один из 6 лучей кольца — выезд на Объездную дорогу вокруг Сочи. В состав транспортного комплекса входит Краснодарский мост через реку Сочи.

## Этимология
Транспортное кольцо названо в честь столицы Краснодарского края — города Краснодара. Так же именуется и автобусная остановка на кольце — Краснодарская.

## История
В советское время в районе Краснодарского кольца планировалось сооружение троллейбусного парка, которое так и не было реализовано. В 2005 начата масштабная реконструкция развязки, в которой уже увеличен диаметр кольца, расширена проезжая часть до двухполосной, убран центровой прожектор (заменён пальмами), построен новый четырёхполосный мост, сооружён отдельный мост для коммуникаций. В 2010-2012 ООО «Тоннельдорстрой» проведена масштабная реконструкция кольца с сооружением трёхуровневой эстакады и строительством дублёра Краснодарского моста. Площадь — 34,5 тыс. м². Низовой мост — 63 м. Три путепровода длиной 58,4 м. Три эстакады длиной 230,03 м. Два коммуникационных тоннеля длиной 345,7 м. Двадцать подпорных стенок длиной 1200,74 м. Площадь асфальтобетонного покрытия — 23 942 м².
6 июня 2012 состоялось торжественное открытие обновлённой развязки. Она стала первой 3-уровневой развязкой в Краснодарском крае. На открытии присутствовали вице-премьер Д. Н. Козак и губернатор Краснодарского края А. Н. Ткачёв. Пропускная способность кольца выросла с 5 тыс. до 12,5 тыс. машин в час.